# Runenstein von Västerhaninge
Der seit dem 17. Jahrhundert bekannte Runenstein von Västerhaninge (Samnordisk runtextdatabas Sö 237) ist ein Runenstein, der als Torpfosten am Hof Fors, südlich von Västerhaninge in der Gemeinde Haninge auf Södertörn im Süden von Stockholms län in Schweden steht. Der Stein ist 1,8 Meter hoch, 1,2 Meter breit und 30 cm dick. Die Runen sind neun Zentimeter hoch.
Die Verzierung auf dem Stein besteht aus zwei nahezu perfekt gespiegelten Schlangenkörpern mit je einem Irischen Koppel und einem großen Tier, zwischen den Schlangen.
Die Inschrift lautet:
„Tove und Tägn ließen den Stein ritzen nach Fastbjörn, Tägns Vater und Tove nach seinem Sohn Anund.“
Verschwunden ist der Runenstein Sö 238, der im Dorf Fors gestanden haben soll.
In der Nähe steht der Uringestenen.